# Theodoria madseni
Theodoria madseni är en ormstjärneart som beskrevs av Tommasi 1976. Theodoria madseni ingår i släktet Theodoria och familjen fransormstjärnor. Inga underarter finns listade i Catalogue of Life.